# Citadelle de Liège
Pour l'hôpital, voir Centre hospitalier régional de la Citadelle.
La citadelle de Liège est une ancienne citadelle de la ville belge de Liège. Elle était située sur une colline surplombant le Nord de la ville dans le quartier de Sainte-Walburge, à une altitude moyenne de 111 m par rapport à la Meuse et de 170 m par rapport au niveau de la mer.
Elle faisait face au fort de la Chartreuse, situé en rive droite de la Meuse.

## Histoire

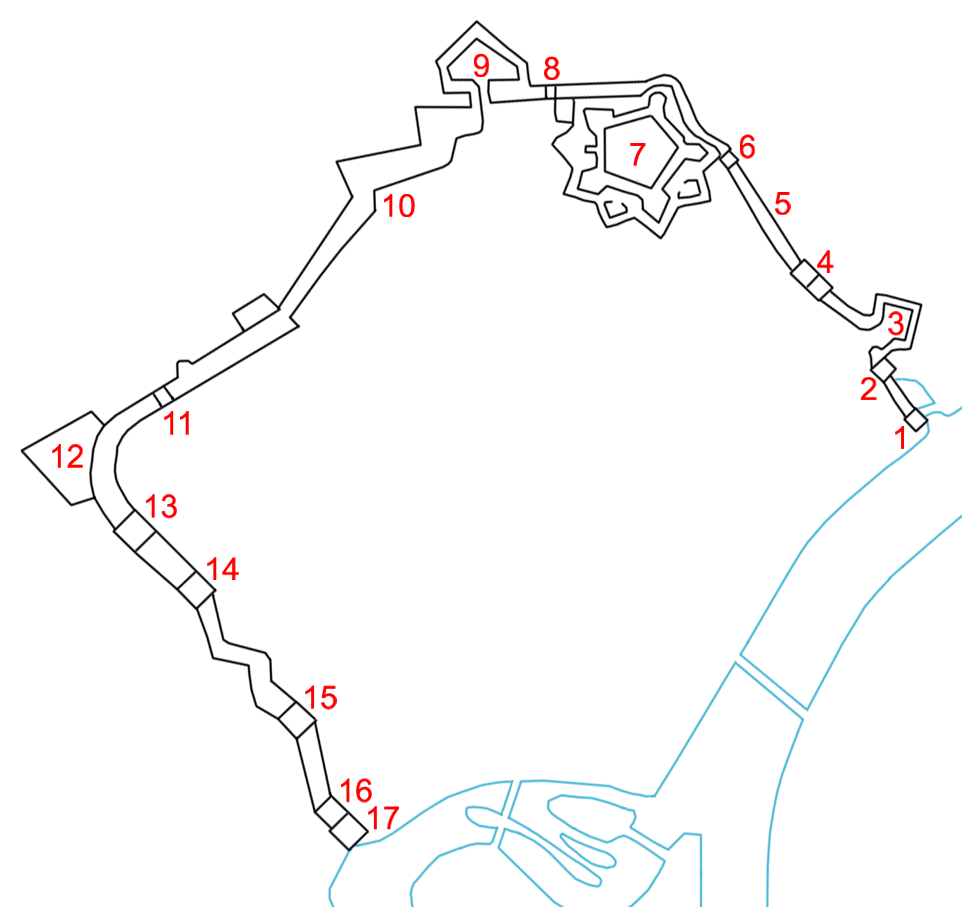
Fortifications de la ville de Liège à la fin du XVIIe siècle.
1. Porte Maghin, 2. Porte Saint-Léonard, 3. Bastion Saint-Léonard, 4. Porte de Vivegnis, 5. Rempart des Six-Cents-Degrés, 6. Païenporte, 7. Citadelle, 8. Porte Sainte-Walburge, 9. Bastion du Clergé, 10. Rempart des Anglais, 11. Hocheporte, 12. Bastion du Saint-Esprit, 13. Porte Sainte-Marguerite, 14. Porte Saint-Martin, 15. Tour des Moxhons, 16. Porte des Bégards, 17. Tour des Bégards.

### DuXIeauXVesiècle
Vers l'an 1000, sous le règne de Notger, la ville se dote des premières murailles en grès houiller. L'enceinte a la forme d'un quadrilatère allongé de 25 hectares. Elle est doublée de fossés et ponctuée de portes et de tours. Une porte tour est édifiée au pied de Pierreuse. Le premier pont des Arches est construit vers 1033.
Début du XIIe siècle l'empereur Henri IV aurait fait agrandir l'enceinte et jeter des fondements de remparts vers Sainte-Walburge, mais faute de moyens et de bonne volonté, les travaux échouent.
En 1204, on construit une muraille avec tours partant de la porte Sainte-Walburge jusqu'à Païenporte et descendant jusqu'à la Meuse, ainsi qu'une autre muraille reliant Hocheporte à Sainte-Walburge.
En mai 1212 encore inachevées les murailles sont escaladées par les troupes d'Henri Ier de Brabant qui dévalent vers la cité et la mettent aussitôt à sac. Pour les Liégeois la leçon est dure, ils reprennent les travaux de façon intensive. Ils seront achevés en 1215.
En 1255, le prince-évêque Henri de Gueldre fait démolir les murailles de Sainte-Walburge à Païenporte et fait ériger la porte Sainte-Walburge, ce qui met en colère les Liégeois, qui voient là un moyen de les tenir en respect. Il y adjoint une forteresse avec tours, pont levis, puits, prison et escaliers du côté de la vallée. C'est en fait la première citadelle.
En 1468, les troupes de Charles le Téméraire s'apprêtent à mettre la ville à sac, et c'est l'histoire des 600 Franchimontois, qui attaquent les troupes sur les hauteurs de la Citadelle, mais qui ne peuvent empêcher la destruction de la ville. En souvenir de l'évènement, les escaliers de la montagne de Bueren construits à la fin du XIXe siècle prennent le nom de « 600 escaliers » (ne pas confondre avec les 600 degrés qui se trouvaient vers Païenporte), bien que contrairement à la légende, ils n'ont jamais escaladé la montagne de Bueren (puisqu'elle ne fut construite que quatre siècles plus tard), mais seraient venus par Favechamps, sur le côté de Pierreuse.

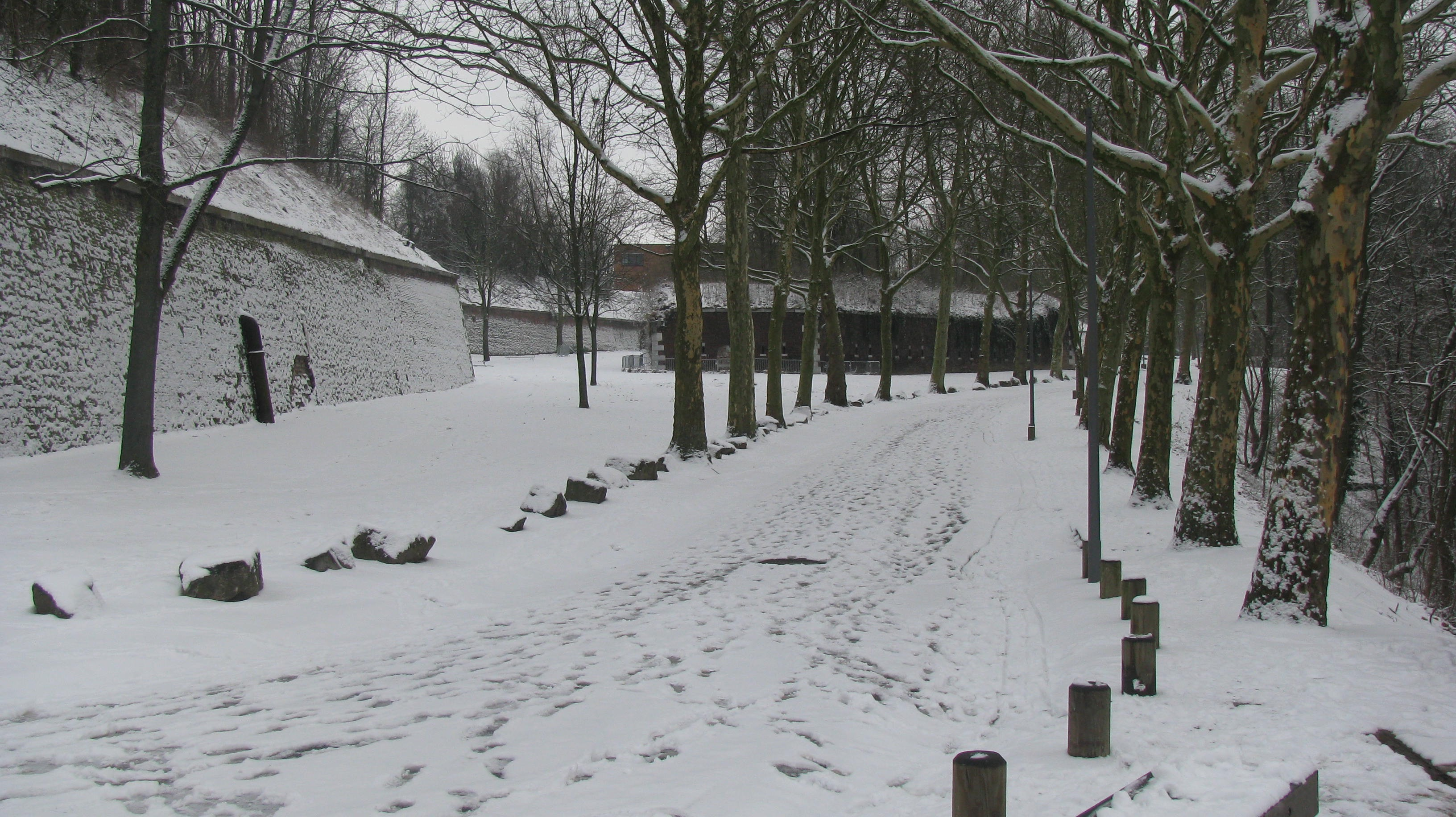
Le parc de la citadelle à Liège sous la neige.

### XVIIesiècle
Terminée en 1671, la citadelle de Liège se rend le 27 mars 1675, aux armées de Louis XIV, commandées par Godefroi d'Estrades. Un an plus tard, par ordre de Louvois, les remparts sont détruits. Reconstruits en 1684 par le prince-évêque Maximilien-Henri de Bavière, ils sont de nouveau démolis en 1689.

### Période néerlandaise
Après la création du Royaume uni des Pays-Bas par le congrès de Vienne, en 1814, Guillaume Ier décide d'ériger ou de modifier plusieurs fortifications sur son territoire dans le but de défendre la vallée de la Meuse : les citadelles mosanes. Parmi celles-ci se trouvent la citadelle de Liège qui fut transformée avec, entre autres, la reconstruction des bastions Saint-Lambert et Saint-François, séparés de la cour par un mur de 10 mètres de large.
Lorsqu'éclate la révolution belge puis la guerre belgo-néerlandaise, les révolutionnaires liégeois assiègent la citadelle à parti du 19 septembre 1830. Celle-ci capitule le 6 octobre, l'acte étant signé entre le Baron van Boecop et le Comte de Berlaymont, commandant de la garde urbaine liégeoise. La citadelle accueille alors la création du 11e régiment de ligne.

### XXesiècle
Le 28 septembre 1911, le 12e de ligne s'installe à la citadelle.
En 1914, Liège est la première ville importante rencontrée par les troupes allemandes, entrées en Belgique le 4 août. Dès le 5 août 1914, la cité ardente est assiégée. Le 6 août, la ville subit ses premiers bombardements. La citadelle est directement visée par les batteries allemandes. Plusieurs de ses locaux deviennent la proie des flammes. Les casemates archaïques ne constituant pas des abris efficaces contre les obus modernes, le commandant de la citadelle, le colonel Eckstein, fait hisser le drapeau blanc le 6 août, aux environs de midi. Cette décision entraîne la réaction de plusieurs édiles liégeois qui craignent que ce geste ne soit interprété par les Allemands comme un acte de reddition de toute la Position Fortifiée de Liège, alors que les forts plus modernes qui entourent la ville poursuivent leur résistance. Pendant toute la durée du conflit, la citadelle servira successivement de logement aux troupes du Kaiser, de camps d'internement et d’hôpital pour les soldats alliés. Le jour de l'Armistice, des centaines de soldats malades et misérables seront délivrés avec soulagement.
En 1940, la citadelle sert de caserne pour les soldats allemands, de centre d’entraînement pour les gardes wallonnes et de prison pour les patriotes. Elle est un des lieux d'exécution des prisonniers et résistants de la région liégeoise. La majorité des condamnés à mort ont été fusillés à l'emplacement du bastion Saint-François. Ce lieu a été transformé après la guerre en un mémorial implanté aujourd'hui dans le parc de la citadelle : l'Enclos des fusillés. 

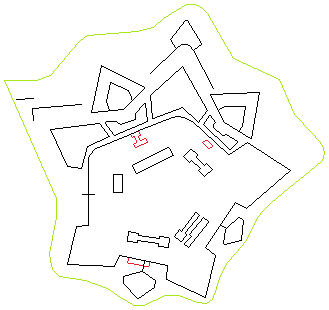
Citadelle dans les années 1940 Légende : Vert: Les boulevards du parc. Rouge: Abris en béton.

En 1945, les troupes américaines occupent la citadelle.
En 1947, l'armée belge reprend possession du lieu.
En 1967, le CPAS de Liège fait acquisition des lieux.
En 1970, construction du Centre hospitalier régional de la Citadelle

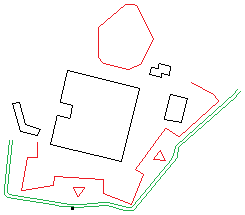
Citadelle de Liège en 1978. Légende: Noir : Hôpital. Rouge : les vestiges conservés. Vert : sentier. Point noir : Monument

Le 21 décembre 1977, le fortin et le puits sont classés.
Le 11 octobre 1982, ce sera le tour des vestiges des bastions et des courtines.
Le 23 mars 1988, c'est enfin le mur d'enceinte du XIIIe siècle (de Païenporte à VallPotay) qui est classé.

## Sources
- « Le parc de la Citadelle »
- « La citadelle de Liège »